# Metarctia galla
Metarctia galla is een vlinder uit de familie spinneruilen (Erebidae), onderfamilie beervlinders (Arctiinae). De wetenschappelijke naam van de soort is voor het eerst geldig gepubliceerd in 1977 door Rougeot.
Deze nachtvlinder komt voor in tropisch Afrika.